# هوت ماروك
هوت ماروك رواية للروائي المغربي ياسين عدنان. صدرت الرواية لأوّل مرة عام 2016 عن دار العين للنشر في القاهرة. ودخلت في القائمة الطويلة للجائزة العالمية للرواية العربية لعام 2017، المعروفة باسم «جائزة بوكر العربية».

## تحليل العنوان
عنوان الرواية "هوت ماروك" يحمل نبرة مزدوجة تجمع بين الدلالة المكانية – كمختبر إعلامي رقمي يحاكي المغرب الحديث – وبين نبرة ساخرة واستهجانية تعبر عن سخونة الواقع المغربي، السياسي والاجتماعي، في قلب مراكش.
فجملة "Hot Maroc" ليست مجرد اسم، بل انعكاس لتوتر متصاعد، تتصاعد حرارته بين إرث حضاري وتطور تكنولوجي، بين ساحات المدينة وساحات الفضاء الافتراضي.
الاسم يوحي بـ"المغربي الساخن"، وهو أيضًا عنوان لموقع إخباري في الرواية، ما يجعله رمزًا لـ"المشهد الرقمي الذي يلهب" المشاعر والهويات ويضخ الأكاذيب، ويشكل اختبارًا مصيريًا لصورة المغرب الراهنة.

## الجوائز والتقدير
دخلت "هوت ماروك" ضمن القائمة الطويلة لجائزة الجائزة العالمية للرواية العربية (بوكر العربية) عام 2017، وهو إنجاز يضعها في مقدمة الإنتاج الأدبي العربي، باعتبارها رواية أولى لروائي شاب يكتشف عبرها فضاءات سردية جديدة للمغرب المعاصر.
كما حققت الرواية حضورًا دوليًا من خلال ترجمتها إلى اللغة الفرنسية عن دار Actes Sud عام، والإنجليزية عن Syracuse University Press عام 2021، ولاقت إشادة كبيرة من الوسط النقدي الغربي، وتمثل في ترجمتها تأكيدًا على قدرتها على قول الحقيقة المغربية بلغة عالمية .

## حول الرواية
يروي الكاتب المغربي «ياسين عدنان» في رواية «هوت ماروك» حكاية عن المغرب وتحولاته، عن مراكش الحاضرة والبستان كما وصفها، وما تتعرض له من عمليّات ترييف بالتوازي مع عمليات تقطيع للأشجار، هي حكاية عن الجامعة وحراكها الطلابي، عن عالم الإنترنت وشبكتها الرقمية. عن السياسة والصحافة، عن الجبان الذي يصبح جبارا في الأحلام، أو حين يرقص على الحبال الافتراضية خلف الشاشة الرقمية.

## مراكشالمدينة الممزقة بين الحداثة والتراث
تقدّم الرواية مراكش باعتبارها "بستانًا" تحاربه قوى التحديث والترييف العشوائي، فيصير الأثر الحضري مأساة طبيعية وثقافية. يستخدم عدنان المدينة كفضاء رمزي تُجسّد فيه الصراع بين الأصالة والتطور غير الواعي، وبين ذاكرة المكان وطغيان الرأسمالية البصرية المفرطة.

## هُوية رحّال من الخمول إلى التسلط الإفتراضي
يرصد عدنان تطور شخصية "رحّال العوينة"، الطالب الجامعي الخامل، إلى "جبّار" رقمي عبر الشبكات، حتى يصبح صانع أخبار مزيفة ومثيرًا للفتن والمجتمع الرقمي عبر موقع "هوت ماروك". تسلّط هذه الشخصية الضوء على النزعة المظللة في الفضاءات الافتراضية، حيث يمتزج الغضب بالهوية المجهولة.

## الإنترنت كمساحة سوداوية للسلطة
يؤطر الإنترنت في الرواية كـ"مساحة اختبار" للسلطة والتحكم، حيث يؤسس رحّال شريطًا من الإشاعات والأخبار الملغّفة، ويكشف بذكاء عن خطورة "الصحافة الرقمية" التي تنمو فيها المؤامرات، ويصبح الحضور في العالم الرقمي مرآة لعقد اجتماعية وسياسية عميقة في المغرب.

## السياسة والصحافة هجاء ساخر للمجتمع
يأتي "هوت ماروك" كقطعة هجائية ساخرة للواقع السياسي المغربي: انتخابات، صحافة، تنكّرات وانتخابات العزوف، مما يجعلها قراءة كوميدية سوداوية للوضع، تتجاوز الفكاهة المباشرة إلى نقد اجتماعي عميق.

## البناء السردي فصول ثلاث تباين بين الواقع والخيال
تنقسم الرواية إلى ثلاثة فصول: "الفراشة في طريقها إلى المسلخ"، "السنجاب يدخل العلبة الزرقاء"، و"الكوميديا الحيوانية"؛ يجسد كل منها نوعًا من التوازن بين الواقع المؤلم والرمزية الساخرة، ويؤمن تقاطعًا أوقاتيًا بين مراكش والفضاء الرقمي والحقل السياسي.

## ظاهرة الترييف والتلوث السياسي
يحاكي "هوت ماروك" مشهد الترييف: اقتلاع الأشجار وهدم الحدائق، ما يجسّد حالة تلوث حضري تتجاوز البصمة البيئية إلى تلوث في الهوية الوطنية والذاكرة الجماعية، ما يجعل الرواية تأريخًا لمغرب الإرث والحداثة.